# Roseraie des terrasses de l'Évêché

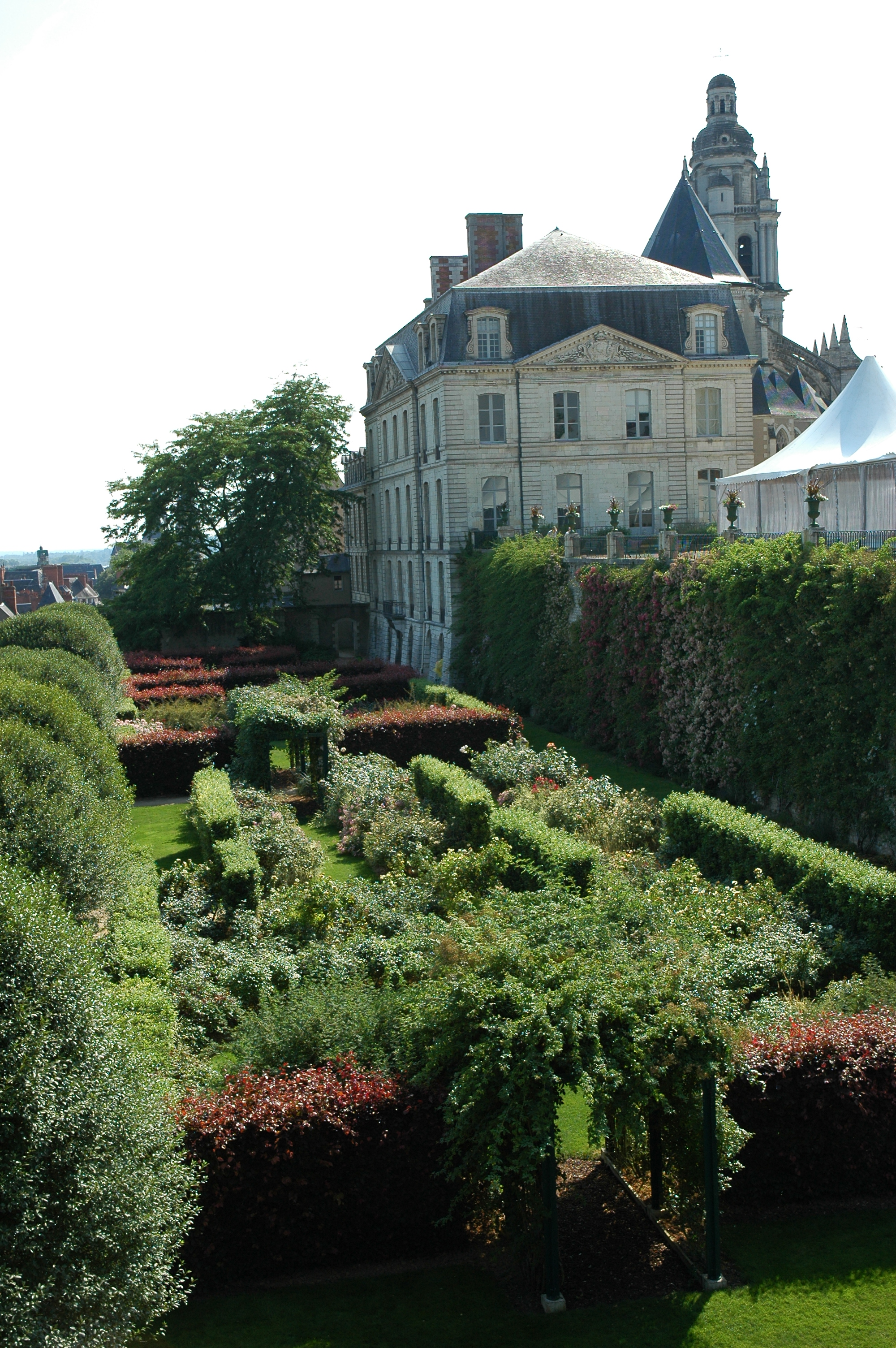
Le jardin de l’Évêché surplombant la roseraie.

La roseraie des terrasses de l’Évêché est une roseraie d’un hectare située sur la terrasse inférieure du jardin de l’Évêché de Blois, dans le Loir-et-Cher, au centre de la France métropolitaine. 
Elle est considérée comme jardin remarquable depuis l’an 2000.
Chaque année, la roseraie de Blois est ouverte en journée du 15 mai au 30 septembre.

## Histoire
La roseraie domine la Loire, offrant une vue imprenable, et se trouve dans la terrasse inférieure de l’ancien palais de l’évêque de Blois qui abrite aujourd’hui l’hôtel de ville. L’édifice a été achevé en 1700 par Jacques V Gabriel et est inscrit aux monuments historiques depuis le 25 juin 1930.
La roseraie est créée en 1991 à l’initiative de la municipalité, et comprend près de quatre cents variétés de roses anciennes et de roses rares. Le projet est confié à Éric Ossart et Arnaud Maurières.

## Roseraie

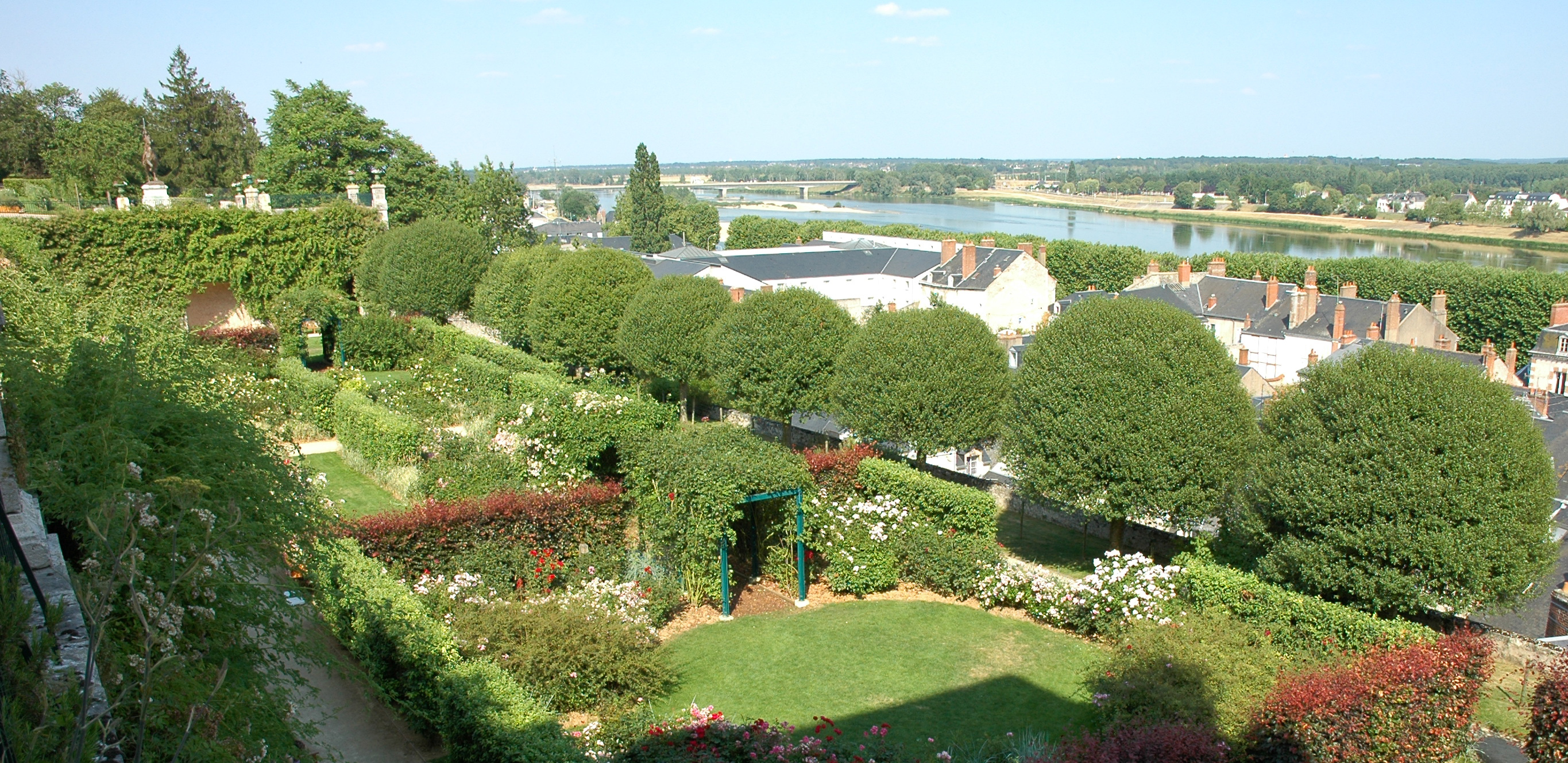
Vue de la roseraie depuis le haut du jardin de l’Évêché.

Les concepteurs décident à l’origine de présenter des cultivars aux fleurs parfumées et dans l’immense majorité de cultivars à la floraison remontante. Ils sont associés à des graminées et autres fleurs pour offrir une multitude de formes et de couleurs. La conception est délimitée par des espaces clos par des haies de hêtres pourpres (Fagus sylvatica var. ‘Purpurea’) et rehaussée par des pommiers ornementaux. 
Au centre de la composition, le bassin est entouré de roses d’espèces botaniques et d’une collection de roses anciennes. Le premier espace de culture est constitué de roses blanches, de roses crème et de roses jaunes, le deuxième de roses de couleur rose et de roses rouges, ainsi que de rosiers couvrants à petites fleurs en grappes.
L’allée est bordée de roses de couleur orange, de roses jaunes, puis de roses rouges et pourpre et de roses aux coloris délicats, comme Rosa canina et ‘Sourire d’Orchidée’ (Croix, 1985) qui recouvre la pergola. 
On remarque dans le dernier espace la variété ‘Roseraie de Blois’ (Eve & Lambert, 1992), d’un rose profond, spécialement créée et baptisée ainsi pendant la conception de la roseraie,.
Parmi les autres variétés présentées, le visiteur peut admirer ‘Joseph’s Coat’ (Swim & Armstrong, 1964), ‘Mermaid’ (Paul, 1917), ‘Mrs Oakley-Fisher’ (Cecil Cant, 1921), etc.